# Poslanecká sněmovna Národního shromáždění ČSR
Poslanecká sněmovna Národního shromáždění Československé republiky byla dolní komora Národního shromáždění (parlamentu) Československé republiky v letech 1920–1939. Poslanecká sněmovna sídlila v pražském Rudolfinu.

## Historie
29. února 1920 byla Revolučním národním shromážděním schválena Ústavní listina Československé republiky. Tím vzniklo dvoukomorové Národní shromáždění Československé republiky, která se skládalo z Poslanecké sněmovny a Senátu. První volby se konaly v dubnu 1920 a první schůze Poslanecké sněmovny se konala 26. května 1920, kde byl jako první předseda zvolen František Tomášek za ČSDSD. Volby v roce 1920 se nekonaly na územích, kde se měl ještě konat plebiscit o jejich připojení k Československu, což bylo Vitorazsko, Valticko, Těšínsko a území na Oravě a Spiši. Volby se také nekonaly z důvodu složité bezpečnostní situace na Podkarpatské Rusi, kde proběhly dodatečné volby až v březnu 1924.
Dne 15. prosince přijalo Národní shromáždění ústavní zákon č. 330/1938 o zmocnění ke změnám ústavní listiny a ústavních zákonů republiky Československé. Ten posílil zákonodárné pravomoci prezidenta a vlády. Vládě bylo se souhlasem prezidenta umožněno vydávat nařízení s mocí zákona. Následující den parlament ukončil své zasedání a více se již nesešel. Dne 21. března 1939 už v Protektorátu Čechy a Morava rozpustil prezident Emil Hácha Národní shromáždění.

## Pravomoce a role sněmovny

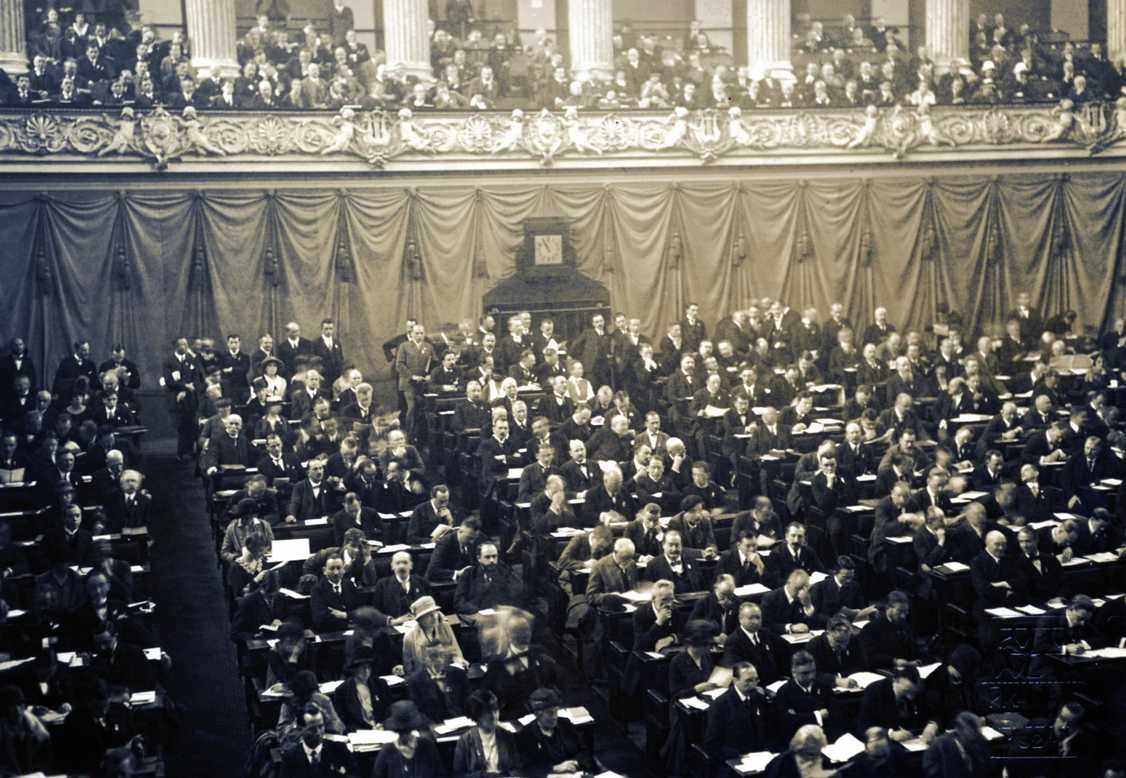
Zasadání pléna ve 20. letech (včetně galerie pro veřejnost)

Ze dvou komor Národního shromáždění měla Poslanecká sněmovna silnější postavení než Senát.
Československé vlády byly jmenovány a odvolávány prezidentem. Vláda mohla (ale nemusela) Poslaneckou sněmovnu požádat o vyslovení důvěry. Sněmovna naopak mohla vládě vyslovit nedůvěru. Poslanecká sněmovna a její výbory mohly interpelovat všechny členy vlády. Vládní návrhy rozpočtů a branného zákona byly přednostně podávány Poslanecké sněmovně.
V oblasti zákonodárného procesu měla Poslanecká sněmovna právo navrhovat zákony (stejně jako Senát a vláda). Poslanecká sněmovna byla usnášeníschopná za přítomnosti minimálně třetiny všech svých členů. K přijetí usnesení byly potřeba hlasy nadpoloviční většiny přítomných. Pro změny ústavy resp. přijímání ústavních zákonů a vypovězení války byl nutný souhlas třípětinové většiny všech členů. Ve věci ústavních zákonů nemohla Poslanecká sněmovna přehlasovat Senát. Senát se musel usnést o návrhu zákona schváleném poslaneckou sněmovnou do šesti týdnů (v případě rozpočtového a branného zákona tak musel učinit do čtyř týdnů). Naopak Poslanecká sněmovna měla na přijetí usnesení o senátním návrhu tři měsíce. Nepřijetí usnesení ve věci návrhu se po uplynutí lhůty považovalo u obou sněmoven za souhlas s návrhem.
V případě vzájemného přehlasování obou sněmoven měla Poslanecká sněmovna také silnější pozici. U návrhů schválených Poslaneckou sněmovnou, které Senát zamítl většinou přítomných senátorů, mohla Poslanecká sněmovna nadpoloviční většinou všech svých členů přehlasovat Senát. Pokud by první senátní veto bylo schváleno tříčtvrtinovou většinou senátorů, mohla Poslanecká sněmovna setrvat na svém usnesení třípětinovou většinou všech svých členů a její návrh pak byl přijat.
V případě návrhu zákonů, které byly nejprve projednány a schváleny Senátem, mohla Poslanecká sněmovna některé zákony zablokovat tak, že ji Senát již nemohl přehlasovat. Nejprve stačil k zamítnutí Poslaneckou sněmovnou nesouhlas většiny přítomných poslanců. Poté, co Senát nadpoloviční většinou všech členů setrval na návrhu, se vyžadoval nesouhlas nadpoloviční většiny všech členů Poslanecké sněmovny. Po tomto druhém neschválení se již návrh nemohl stát zákonem. Zamítnuté návrhy nemohly být rovněž znovu podány v následujících dvanácti měsících.
Poslanecká sněmovna na společném zasedání se Senátem volila prezidenta republiky. Pro společné zasedání platil jednací řád Poslanecké sněmovny a předsedal mu předseda Poslanecké sněmovny. Prezident mohl Poslaneckou sněmovnu i Senát rozpustit, do 60 dnů se ale musely konat volby. V otázkách přehlasování prezidentského veta schválených zákonů musely Poslanecká sněmovna i Senát nadpoloviční většinou svých členů přehlasovat prezidentské veto. Bez shody obou sněmoven mohla prezidentské veto přehlasovat sama Poslanecká sněmovna třípětinovou většinou všech svých členů.
Poslanecká sněmovna mohla většinou dvou třetin za přítomnosti dvou třetin poslanců přijmout usnesení o obžalobě prezidenta republiky nebo členů vlády. Soudit obžalobu pak příslušelo Senátu. Dále Poslanecká sněmovna volila přísedící volebního soudu. 

## Volební systém
Poslanecká sněmovna se skládala z 300 poslanců volených na šestileté období ve všeobecných, tajných, rovných a přímých volbách. Volilo se na základě poměrného volebního systému ve 22 vícemandátových volebních krajích bez uzavírací klauzule. Do poslanecké sněmovny mohli (resp. byli povinni) volit občané starší 21 let a kandidovat mohla osoba starší 30 let, která neztratila právo volit a která byla minimálně tři roky československým státním občanem.

### Volební kraje

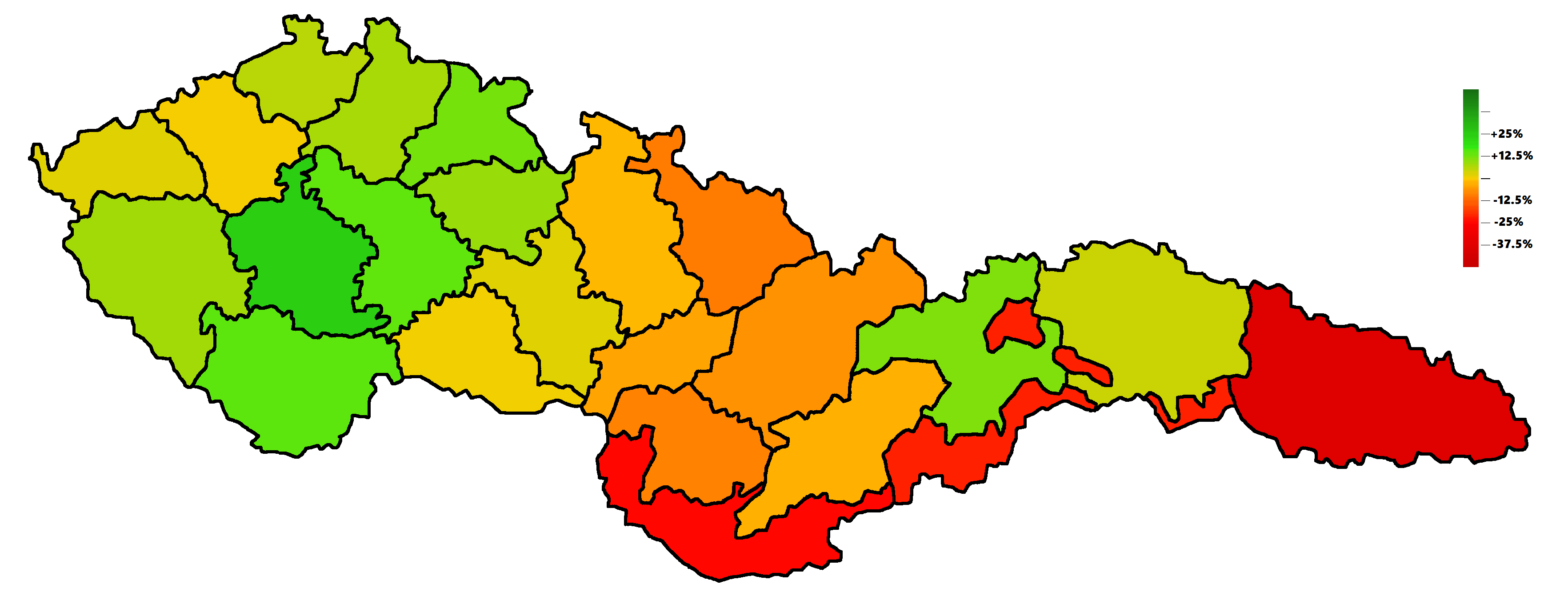
Mapa rozdílnosti počtu voličů na jeden mandát oproti průměru (r. 1930)
Nejvíce voličů na mandát
Nejblíže průměru
Nejméně voličů na mandát

Volební kraje pro volby do Poslanecké sněmovny byly určeny výčtem (soudních) okresů resp. obcí z určitého okresu. Volební kraje odpovídaly svým územním rozsahem nově vytvořeným župám. Župy byly vytvořeny mj. s účelem minimalizace počtu žup s většinou německého a maďarského obyvatelstva. Slovenské volební kraje XVI. a XX. tak měly členité území, které obsahovalo většinu německého a maďarského obyvatelstva na Slovensku. Volební kraj XX. se tak skládal z více oddělených území. Původně bylo volebních krajů 23, ale již v roce 1920 byl v důsledku zániku Těšínské župy sloučen XXII. volební kraj (Těšínsko) s volebním krajem XIV. (Moravská Ostrava) a jeho označení přiděleno Podkarpatské Rusi. Také došlo k rozdělení I. volebního kraje (Praha) na dvě části a to včetně samotné Prahy.
Z volebních krajů poslanecké sněmovny se skládaly volební kraje pro volby do Senátu
|                     |                         |         |  |
| Volební kraj        | Sídlo                   | Mandátů |  |
| Volební kraj I.A    | Praha                   | 24      |  |
| Volební kraj I.B    | Praha                   | 24      |  |
| Volební kraj II.    | Pardubice               | 11      |  |
| Volební kraj III.   | Hradec Králové          | 12      |  |
| Volební kraj IV.    | Mladá Boleslav          | 17      |  |
| Volební kraj V.     | Česká Lípa              | 13      |  |
| Volební kraj VI.    | Louny                   | 17      |  |
| Volební kraj VII.   | Karlovy Vary            | 12      |  |
| Volební kraj VIII.  | Plzeň                   | 17      |  |
| Volební kraj IX.    | České Budějovice        | 13      |  |
| Volební kraj X.     | Jihlava                 | 9       |  |
| Volební kraj XI.    | Brno                    | 17      |  |
| Volební kraj XII.   | Olomouc                 | 17      |  |
| Volební kraj XIII.  | Uherské Hradiště        | 8       |  |
| Volební kraj XIV.   | Moravská Ostrava        | 19      |  |
| Volební kraj XV.    | Trnava                  | 9       |  |
| Volební kraj XVI.   | Nové Zámky              | 11      |  |
| Volební kraj XVII.  | Turčanský Svatý Martin  | 11      |  |
| Volební kraj XVIII. | Banská Bystrica         | 7       |  |
| Volební kraj XIX.   | Liptovský Svatý Mikuláš | 6       |  |
| Volební kraj XX.    | Košice                  | 7       |  |
| Volební kraj XXI.   | Prešov                  | 10      |  |
| Volební kraj XXII.  | Užhorod                 | 9       |  |

### Volby a rozdělení mandátů

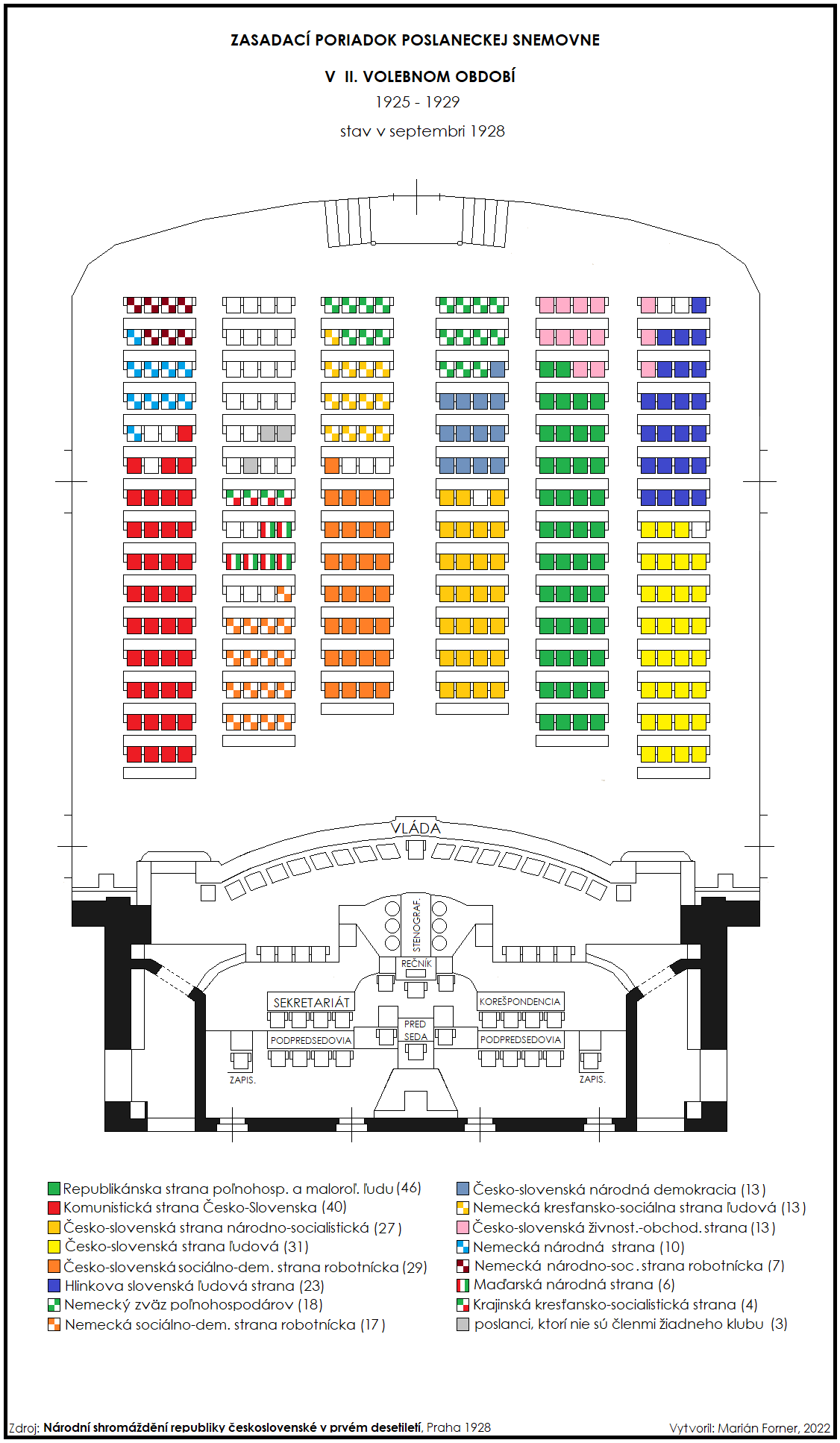
Zasedací pořádek během druhého volebního období.

- 1920 (seznam poslanců)

| 74    | 12  | 3     | 31   | 5   | 24   | 10  | 11  | 19   | 6     | 28    | 12   | 12  | 21  | 13                             |
| ČSDSD | DNP | DNSAP | DSAP | OKP | ČSNS | DCV | BdL | ČsND | ČsŽiv | RSZML | SNrS | SĽS | ČSL | ostatní DDFP MDSDP SSČLP MZSZM |

- 1925 (seznam poslanců)

| 41  | 10  | 4   | 7     | 17   | 2       | 29    | 13  | 24      | 13   | 28   | 45    | 13    | 23   | 31  |
| KSČ | DNP | OKP | DNSAP | DSAP | ostatní | ČSDSD | DCV | BdL+MNP | ČsND | ČSNS | RSZML | ČsŽiv | HSĽS | ČSL |

- 1929 (seznam poslanců)

| 30  | 7   | 9           | 8     | 21   | 7       | 39    | 14  | 16                | 15   | 32   | 46    | 12    | 19   | 25  |
| KSČ | DNP | OKP MNP ZdP | DNSAP | DSAP | ostatní | ČSDSD | DCV | DW (BdL+DAWG+KdP) | ČsND | ČSNS | RSZML | ČsŽiv | HSĽS | ČSL |

- 1935 (seznam poslanců)

| 44      | 30  | 9           | 11   | 38    | 6   | 5   | 17  | 6   | 28   | 45    | 17    | 22                     | 22  |
| SdP+KdP | KSČ | OKP MNP ZdP | DSAP | ČSDSD | DCV | BdL | NSj | NOF | ČSNS | RSZML | ČsŽiv | AB (HSĽS SNS Szs PPSD) | ČSL |

## Seznam předsedů a místopředsedů
| Č. | Obrázek           | Jméno (narození–úmrtí)        | Nástup do úřadu   | Odchod z úřadu    | Volby | Období                                                                                           | Strana | Místopředsedové                                                                                       |
| -- | ----------------- | ----------------------------- | ----------------- | ----------------- | ----- | ------------------------------------------------------------------------------------------------ | ------ | --- |
| 1  |                   | František Tomášek (1869–1938) | 26. května 1920   | 17. prosince 1925 | 1920  | I.                                                                                               | ČSDSD  | Jan Botto, Mořic Hruban, František Buříval, Ludwig Czech                                              |
| 2  |                   | Jan Malypetr (1873–1947)      | 17. prosince 1925 | 12. prosince 1929 | 1925  | II.                                                                                              | RSZML  | Jan Dostálek, Josef Stivín, Jan Slavíček, Franz Spina, Jozef Buday, František Horák, Wolfgang Zierhut |
| 2  | 12. prosince 1929 | Jan Malypetr (1873–1947)      | 29. října 1932    | 1929              | III.  | Josef Stivín, Emil Špatný, Alois Roudnický, František Lukavský, Siegfried Taub, Wolfgang Zierhut | RSZML  | |
| 3  |                   | František Staněk (1867–1936)  | 3. listopadu 1932 | 18. června 1935   | III.  | Josef Stivín, Emil Špatný, Alois Roudnický, František Lukavský, Siegfried Taub, Wolfgang Zierhut | RSZML  | – |
| 4  |                   | Bohumír Bradáč (1881–1935)    | 18. června 1935   | 20. října 1935    | 1935  | IV.                                                                                              | RSZML  | Ivan Markovič, František Langr, Václav Košek, Rudolf Mlčoch, Siegfried Taub, Štefan Onderčo           |
| 5  |                   | Jan Malypetr (1873–1947)      | 6. listopadu 1935 | 21. března 1939   | –     | IV.                                                                                              | RSZML  | Ivan Markovič, František Langr, Václav Košek, Rudolf Mlčoch, Siegfried Taub, Štefan Onderčo           |